# Kassák Lajos-díj

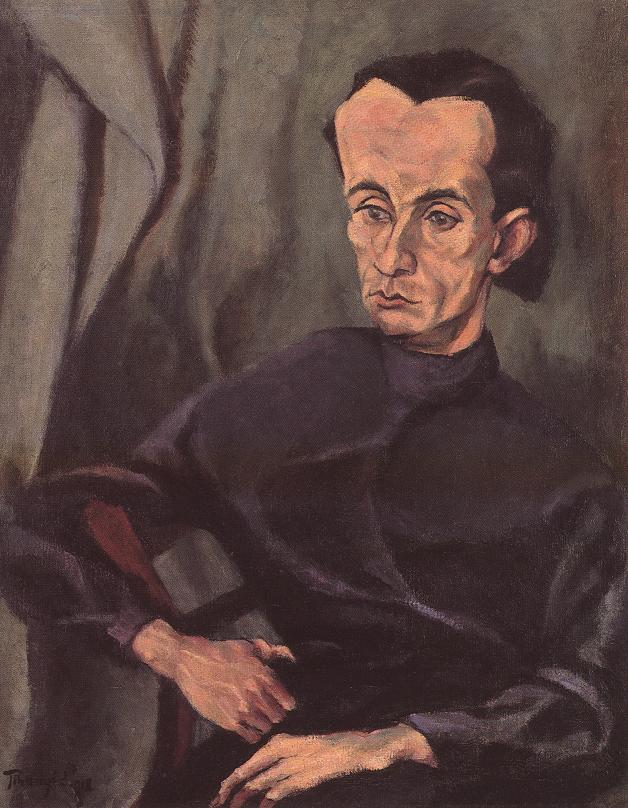
Kassák Lajos arcképe

A Kassák Lajos–díj (röviden: Kassák-díj) a Magyar Műhely című, egykor párizsi székhelyű emigrációs irodalmi, művészeti és kritikai folyóirat, valamint Kassák Lajosné és Schöffer Miklós által létrehozott irodalmi díj. Azoknak a Kassák Lajos emberi magatartása és művészi hitvallása szellemében dolgozó, sokat ígérő, tehetséges fiatal, vagy méltánytalanul mellőzött idősebb alkotóknak ítélték oda, akik az irodalomban vagy a képzőművészetben kimagasló eredményt mutattak fel. A hazai irodalmi díjak alternatíváját jelentő díj odaítélésekor a bíráló bizottság elsősorban a művészi értéket vette figyelembe. Az 1970-es évek elejétől az 1980-as évek végéig a legtekintélyesebb magyar avantgárd művészeti díjnak számított.
Elnyerhette:
- Irodalomban: az a bárhol élő magyar anyanyelvű író, költő, kritikus vagy műfordító, kinek munkaterülete a modern magyar irodalom, illetve bárhol élő, idegen anyanyelvű fordító, kritikus, aki modern magyar műveket fordít vagy a modern magyar irodalom valamelyik területével foglalkozik.
- Képzőművészetben: az a Magyarországon élő fiatal művész vagy esztéta, aki a modern művészettel foglalkozik, vagy olyan idegen nyelvű kritikus, aki a modern magyar képzőművészettel foglalkozik.[3]

Első alkalommal – 1971-re is visszamenőleg – 1972 júniusában került átadásra a Magyar Műhely alapításának 10. évfordulóján. Az 1971 novemberében Párizsban bejegyzett Kassák Lajos Alapítvány alaptőkéjének kamataiból finanszírozott díjjal kötet megjelentetése, párizsi ösztöndíj, illetve eleinte pénzjutalom, később egy műalkotás adományozása járt. A rendszerváltást követően az 1990-es évek közepén a díj megszűnt, mivel elvesztette alternatívát jelentő szerepét.

## Kitüntetettek
| Év   | Díjazott                                                                      |
| ---- | ----------------------------------------------------------------------------- |
| 1971 | Bakucz József költő                                                           |
| 1971 | Szentjóby Tamás költő                                                         |
| 1972 | Jovánovics György szobrász                                                    |
| 1972 | Oravecz Imre költő                                                            |
| 1973 | Philippe Dôme műfordító                                                       |
| 1974 | Erdély Miklós író                                                             |
| 1974 | Tandori Dezső költő                                                           |
| 1975 | Harasztÿ István szobrász                                                      |
| 1976 | Nagy Károly szociológus                                                       |
| 1977 | Beke László művészettörténész                                                 |
| 1978 | Bujdosó Alpár író                                                             |
| 1979 | Új Zenei Stúdió (Jeney Zoltán, Sáry László, Vidovszky László, Wilheim András) |
| 1980 | Sipos Gyula kritikus                                                          |
| 1981 | Molnár Gergely író                                                            |
| 1982 | Hegyi Lóránd művészettörténész                                                |
| 1983 | Baránszky László költő                                                        |
| 1983 | Galántai György képzőművész                                                   |
| 1984 | Molnár Miklós író                                                             |
| 1984 | Székely Ákos író                                                              |
| 1985 | Megyik János szobrász                                                         |
| 1986 | Szkárosi Endre író                                                            |
| 1987 | Petőcz András író                                                             |
| 1988 | Maurer Dóra képzőművész                                                       |
| 1989 | Szombathy Bálint író                                                          |
| 1990 | Cselényi László költő                                                         |
| 1991 | Ladik Katalin költő                                                           |
| 1992 | Molnár Katalin költő                                                          |
| 1993 | Juhász R. József költő, performer                                             |
| 1994 | Kelényi Béla költő                                                            |
| 1995 | Vass Tibor költő, képzőművész                                                 |